# Guillaume de La Mœulle
Guillaume de La Mœulle (La Molle, La Moulaz, La Mule), dit « de Genève », né vers 1485 à Genève et mort en cette ville en septembre 1556, est un barbier, instrumentiste et compositeur genevois, actif à Genève et à Lyon dans la première moitié du XVIe siècle.

## Biographie

### Genève
À la date du 28 janvier 1517, le Livre des Bourgeois de Genève révèle que Guillaume de la Moulaz, barbier, fils de Victor, acquiert la bourgeoisie de Genève pour 2 florins. Il est issu d’une famille attestée à Genève depuis plusieurs générations. Dans les années 1526-1528 il est camérier, barbier, valet et factotum de Pierre de La Baume, évêque de Genève de 1522 jusqu’à son expulsion par les Réformés en 1533. Des correspondances entre Guillaume et l’évêque, empreintes une certaine intimité, ont été publiées et révèlent que Guillaume était aussi en relation avec Thomas Vandel, curé de Saint-Germain de Genève, qui devint en 1527 procureur fiscal de l’évêque et un des premiers ecclésiastiques genevois acquis à la Réforme.

### Lyon
Guillaume de La Moeulle est cité à Lyon dès 1545 et semble avoir gagné sa vie comme instrumentiste, sans doute violon. Il figure comme instrumentiste sous le nom de « Guillaume la Mole, dict de Genève » lors d’un banquet offert le 25 février 1548 par la ville aux ambassadeurs de Suisse, revenant de Paris après avoir assisté au baptême de la princesse Claude de France. C’est à cette époque, entre 1538 et 1543, que l’imprimeur Jacques Moderne publie sept de ses chansons, d’où l’on suppose qu’il a résidé à Lyon durant cette période (en 1545 dans le quartier de Fourvière). Il revient ensuite à Genève, à une date inconnue.

### Genève
Le 12 octobre 1553, Guillaume est nommé chantre de l’Église de Genève par le Conseil de Genève, en remplacement de Loys Bourgeois et aux mêmes conditions que lui, Pierre Vallette ayant été entre-temps nommé provisoirement à ce poste. Un mandement des syndics de Genève et une quittance autographe du 6 mars 1555 sont connus, pour le paiement de ses gages du quartier de printemps 1555. En avril et mai 1555 et jusqu’en février 1556 il est admonesté à plusieurs reprises par le Consistoire pour avoir joué du violon, donné aubade et fait danser une compagnie, sur la foi de témoignages de voisins. Il est finalement renvoyé de son poste de chantre par le Consistoire ; sa femme Christine est également inquiétée et emprisonnée pour paillardise. Il meurt en septembre 1556 après avoir vécu dans la pauvreté, malade et aidé par quelques subsides accordés par le Conseil. Il sera remplacé par Pierre Dagues comme chantre au collège de Saint-Gervais, et par Antoine Linotte comme chantre à Saint-Pierre.
En 1554, il publie des mélodies destinées aux psaumes de Guillaume Guéroult ainsi que des chansons spirituelles.

## Œuvres

### Chansons profanes

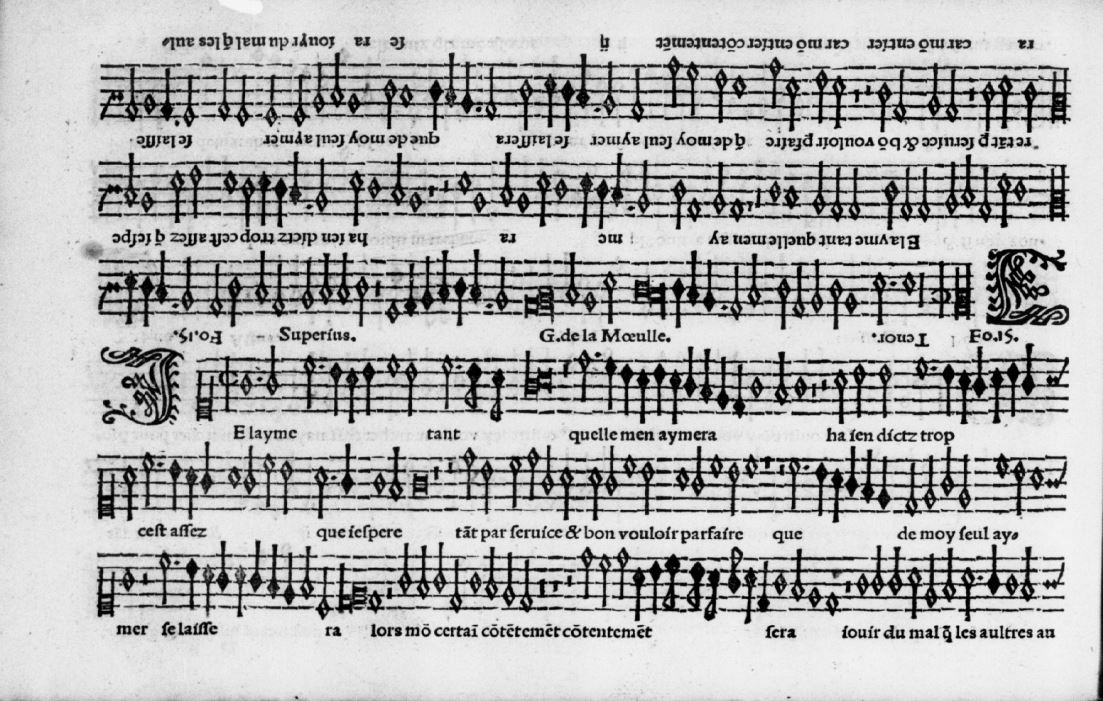
La chanson "Je l'ayme tant qu'elle m'en aymera" de G. de La Moeulle (Parangon des chansons, 1540).

Les chansons profanes à quatre voix de la période lyonnaise sont toutes publiées dans divers volumes du Parangon des chansons imprimés par Jacques Moderne entre 1538 et 1543 ; elles sont rééditées dans la collection The Sixteenth-Century Chanson, vol. XXIV, XXVI-XXVIII (1992-1993) :
- J'ay veu que j'estois franc et maistre[9].
- Je l'ayme tant qu'elle m’en aymera[10].
- Le mien désir qui longtemps a chassé[11].
- Les encaveux qui sont en l'herberie[12].
- Licite m'est endurer pour mon mieulx[13], aussi mise en tablature pour viole dans Musica und Tabulatur, auff die instrument der kleinen und grossen Geygen... (Nuremberg, Heinrich Formschneider, 1546[14].
- Si je maintiens ma vie seullement[15] (texte de Mellin de Saint-Gelais).
- Vous semble-t-il, connue seulement par une mise en tablature faite par Francesco Bianchini[16], éd. dans les Œuvres de Francesco Bianchini (Paris : 1995), éd. C. Dupraz et J.-M. Vaccaro, et dans Dobbins 1992 p. 401-407.

Dobbins remarque que son style suit la forme classique de la chanson dite parisienne construite sur un texte épigrammatique, avec une concordance précise entre le rythme du texte et celui de la musique. Les modulations sont plutôt changeantes, sans revenir en général à la tonalité du début.

### Psaumes et chansons spirituelles
- Premier livre des Pseaumes, Cantiques et Chansons spirituelles : traduictz & composées, bonne partie par Guillaume Guéroult, & autres nommez en leur lieu. Et mis en musique à une et à quatre parties la plupart par G. de la Moeulle dict de Geneve, chantre en l’Eglise de la dicte Cité. Genève : Simon Du Bosc et Guillaume Guéroult, 1554. 16°, [8]-96 p., musique[18].

Édition suivie par :
- Suyte du premier livre des chansons spirituelles. Contenant cinq chansons spirituelles composées par cinq Escoliers detenus prisonniers à Lyon pour le tesmoignage de nostre Seigneur Jesus Christ, en l’an 1553, au moys de juing ; & qui depuis souffrirent mort cruelle soustenans constamment la querelle de l’Evangile. D’avantage y avons adjousté quelques autres chansons spirituelles, comme la fin du livre vous enseingnera. [Idem], 1554. 16°, 40 p., musique.

L’édition est dédiée par Guillaume Guéroult aux syndics du grand et petit Conseil de Genève. Elle ne contient en fait que des mélodies de ténor, sans autre voix. On peut attribuer à La Mœulle les mélodies adaptées à onze psaumes et cantiques ; elles sont transcrites dans Pidoux 1962 vol. 1, n° 216-226. Peut-être est-il aussi l’auteur des mélodies des chansons spirituelles supposément écrites par les cinq étudiants de Lyon.